# Flowers in the Attic
Flowers in the Attic é um romance de escrito em 1979 por V.C. Andrews. É o primeiro livro da série Dollanganger, e foi seguido por Petals on the Wind, If There Be Thorns, Seeds of Yesterday e Garden of Shadows. O romance é escrito na primeira pessoa do ponto de vista de Cathy Dollanganger. Foi duas vezes adaptado para o cinema em 1987 e 2014.

## Sinopse
Após a morte do pai, os irmãos Chris, Catho e os gêmeos Carrie e Cory são levados pela mãe, Corine, para o único lugar onde poderiam morar: a casa dos avós, conhecida como a mansão Foxworth Hall.
Enganadas achando que a nova vida seria cheia de luxos e sonhos realizados, as crianças não imaginavam que os avós as consideravam frutos do demônio. Também não sabiam que seus pais eram parentes de sangue, "tio e sobrinha", e que haviam cometido um pecado ao se casarem e terem filhos. Por isso que, segundo a avó, tais aberrações deveriam ser trancadas num pequeno quartinho na ala norte. Já no dia seguinte a chegada, Corine está no quarto olhando para o pai debilitado, quando sua mãe a chicoteia 17 vezes como castigo por seus dezessete anos de casada. A avó das crianças a obriga mostrar as marcas dos açoites, Corine diz aos filhos para procurarem por uma porta secreta que leva a um sótão enorme aonde podem brincar.
Certa noite, Chris e Cathy conseguem quebrar as grades da janela, mas o plano falha ao tentarem fugir os cães, que começam a latir. Assim, as quatro crianças permaneceram trancafiadas no sótão, sob vigilância da avó, crescendo no universo paralelo, Chris e Cathy passam a ser o mundo um do outro e também de seus "filhos novos", os gêmeos. Esquecidos pela mãe que vivia pelo mundo e os visitava cada vez menos. Com o tempo as crianças adoeceram e Cory morreu, logo elas descobriram que sua propria mãe as enveneneva. As crianças saem da mansão e vão embora.

## Adaptação
O livro foi adaptado em um filme de mesmo nome em 1987. Estrelado por Louise Fletcher, Victoria Tennant, Kristy Swanson e Jeb Stuart Adams e dirigido por Jeffrey Bloom.
A segunda adaptação foi lançada em 18 de janeiro de 2014 na rede Lifetime, estrelada por Heather Graham como Corrine e Ellen Burstyn como a avó, com Kiernan Shipka como Cathy, Mason Dye como Christopher, e dirigida por Deborah Chow.

## Saga dos Foxworth
- O Jardim dos Esquecidos (Flowers In the Attic)
- Pétalas ao Vento (Petals on the Wind)
- Os Espinhos do Mal (If There be Thorns)
- Sementes do passado (Seeds of Yesterday)
- Jardim das Sombras (Garden Of Shadows)